# Stjepan Buljeta
Stjepan Buljeta (Pag, 19. svibnja 1824. − Pag, 1. veljače 1904.), hrvatski katolički svećenik, kulturni i politički djelatnik.
Bio je kanonik u Pagu. Za Pag je važan kao začetnik hrvatske preporodne misli i narodnjačkog pokreta u Pagu u 19. stoljeću.